# قرزيحل
قرزيحل (بالكردية: Kurzêlê Cûmê‏) هي قرية سوريّة تتبع إداريّاً لمحافظة حلب منطقة عفرين ناحية مركز عفرين. بلغ تعداد سكانها 1,548 نسمة حسب التعداد السكاني لعام 2004، و3611 نسمة حسب قيود السجل المدني لنهاية عام 2005.